# Negro brilhante
Negro brilhante (NB), negro PN, negro alimentar n°1 é um corante de código E 151. Quimicamente é o sal tetrassódico do ácido 2-[4-(sulfofenilazo)-7-sulfo-1-naftilazo]-8-acetamido-1-naftol-3,5-dissulfónico.